# Fosfol
Fosfol é o composto de fórmula C4H4PH; é o análogo de fósforo do pirrol. O termo fosfol também refere a derivados substituídos do heterociclo. Esses compostos são de interesse teórico e também servem como ligantes para metais de transição e como precursores de compostos organofosforosos mais complexos.
O primeiro fosfol, pentafenilfosfol, foi relatado em 1953, e o fosfol propriamente dito foi primeiro descrito em em 1987. Fosfóis são normalmente produzidos via reação de McCormack, envolvendo a adição de um 1,3-dieno ao cloreto fosfonoso seguida por deidroalogenação.  Fenilfosfóis são preparados via zirconaciclopentadienos em reação com PhPCl2.
Diferente dos heterociclos pentacarbônicos pirrol, tiofeno e furano, a aromaticidade dos fosfóis é menor, refletindo a relutância do fósforo em deslocar seu par de elétrons. Por exemplo, fosfóis sofrem reação de Diels-Alder com alcinos eletrófilos.

## Reatividade
A química do fosfol é limitada devido à sua sensibilidade à umidade
2,5-difenil-fosfóis podem ser funcionalizados por deprotonação seguida de  P-acilação, produzindo então um equilíbrio 1H, 2H, 3H de fosfoletos, resultando em deslocamento 1:3 do grupo acila. 
Fosfóis podem ser transformados em fosfobenzenos β-funcionais (fosfininas, ou fosforina) via funcionalização por cloreto de imidoíla e inserção.